# Nusrat Fateh Ali Khan
Nusrat Fateh Ali Khan (født 13. oktober 1948 i Lyallpur (nu Faisalabad) i Pakistan, død 16. august 1997 i London, England) var en pakistansk sanger. Han var sufi og en af det 20. århundredes væsentligste repræsentanter for sufiernes særlige Qawwali-musik. Han opnåede betydelig berømmelse også i den vestlige verden, bl.a. gennem sit samarbejde med flere vestlige musikere.